# 布格劳尔
布格劳尔（德語：Burglauer）是德国巴伐利亚州的一个市镇。总面积13.95平方公里，总人口1650人，其中男性840人，女性810人（2011年12月31日），人口密度118人/平方公里。